# Créquy
Créquy település Franciaországban, Pas-de-Calais megyében. Lakosainak száma 463 fő (2022. január 1.). Créquy Verchocq, Torcy, Planques, Royon, Rimboval, Ruisseauville, Sains-lès-Fressin, Coupelle-Neuve, Coupelle-Vieille, Embry, Fruges és Herly községekkel határos.

## Népesség
A település népességének változása:
| Lakosok száma | 479  | 483  | 497  | 485  | 478  | 470  | 463  | 463  | 463  |
|               | 2013 | 2015 | 2016 | 2017 | 2018 | 2019 | 2020 | 2021 | 2022 |